# Куранес
Куранес (або Король Куранес) — це вигаданий персонаж з Циклу Снів Говарда Лавкрафта. Цей образ було введено в оповідання «Селефаїс» (1922), а згодом у «Сомнамбулічний пошук невідомого Кадату» (1926).
Куранес був заможним землевласником у графстві Корнуоллі. Згодом його покидає фортуна і він розоряється. Під час візитів у країну Снів він застрягає у власних фантазіях і наркотиках. Врешті-решт помирає бідним, самотнім і бездомним. У своїх снах він створює місто Селефаїс, яке розташоване в долині Оот-Наргай, і хмарне місто Серанніан, яке було пов'язане з Селефаїсом. Після смерті Куранес стає царем і головним богом Селефаїса. Він не любив пишноти і величі придворного життя в країні Снів. Зазвичай проводив більшу частину часу на створеній ним землі, де колись стояв будинок, в якому він жив у Корнуоллі, коли був хлопчиком.